# Cnemidanomia ussuriensis
Cnemidanomia ussuriensis är en insektsart som beskrevs av Kusnezov 1932. Cnemidanomia ussuriensis ingår i släktet Cnemidanomia och familjen spottstritar. Inga underarter finns listade i Catalogue of Life.